# سام تايلور (ممثل)
سام تايلور (بالإنجليزية: Sam Taylor)‏ (و. 1895 – 1958 م) هو مخرج أفلام، وكاتب سيناريو، ومنتج أفلام، ومخرج، وكاتب، وممثل أمريكي، ولد في نيويورك، توفي في سانتا مونيكا، كاليفورنيا، عن عمر يناهز 63 عاماً، بسبب نوبة قلبية.

## التعليم
تعلم في جامعة فوردهام.

## وصلات خارجية
- سام تايلور على موقع IMDb (الإنجليزية)
- سام تايلور على موقع الموسوعة البريطانية (الإنجليزية)
- سام تايلور على موقع ألو سيني (الفرنسية)
- سام تايلور على موقع أول موفي (الإنجليزية)
- سام تايلور على موقع قاعدة بيانات الأفلام السويدية (السويدية)
- سام تايلور على موقع إن إن دي بي (الإنجليزية)
- سام تايلور على موقع قاعدة بيانات الفيلم (الإنجليزية)
- سام تايلور على موقع كينوبويسك (الروسية)